# أوني نت
أوني نت (بالإنجليزية: Unitett)‏ هي شركة مملوكة للدولة النروبجية مسؤولة عن الشبكة الوطنية للبحث والتعليم في النرويج. تقوم المنظمة بتطوير وتشغيل شبكة البحث الوطنية في النرويج. يقع مركز العمليات في مركز تكنويبن إنوفايسنز في تروندهايم. تشغل يونتيت ما يصل إلى 100 موظف. وترتبط جميع الجامعات النرويجية ومعظم الكليات العامة بـأوني نت. يمكن ربط أي مؤسسة بحثية غير تجارية أو مؤسسة تعليمية مثل المكتبات ودور المحفوظات والمدارس بأوني نت مقابل رسوم سنوية. الرئيس التنفيذي في أوني نت هو السيد توم روتينج.